# Nampé
Nampé is een gemeente (commune) in de regio Sikasso in Mali. De gemeente telt 4800 inwoners (2009).
De gemeente bestaat uit de volgende plaatsen:
- Baramba (hoofdplaats)
- Fandièla
- Kesso
- N'Golokouna